# Le Havre Presse
Le Havre presse est un journal quotidien local de la presse écrite française fondé au Havre (Seine-Maritime) en 1945. Il est diffusé principalement en Baie de Seine. Il appartient au groupe de presse Groupe Rossel La Voix

## Histoire
Créé en 1948, le journal Le Havre change de titre et devient Le Havre presse en 1968. Le Havre a été longtemps indépendant, représentant localement la droite face à son concurrent communiste Havre Libre. Il est passé ensuite sous la coupe du groupe Hersant, qui a racheté Paris-Normandie et même Le Havre libre. Ces titres sont repris en 2012 par Xavier Ellie et Denis Huertas puis Jean-Louis Louvel en 2017,. Bien qu'ayant conservé leurs titres respectifs, les trois journaux publient désormais les mêmes informations.
Le quotidien a adopté le format tabloïd le 27 mars 2007.

## Anciens journalistes
- Marcel Leteurtre
- Patrick Landreau qui a également été secrétaire général du club de la presse au Havre
- Gilbert Monsil